# Fredericktown (Pensilvania)
Fredericktown es un lugar designado por el censo ubicado en el condado de Washington en el estado estadounidense de Pensilvania. En el año 2010 tenía una población de 403 habitantes.

## Geografía
Fredericktown se localiza  en las coordenadas 40°0′6″N 79°59′52″O / 40.00167, -79.99778.. Según la Oficina del Censo de los Estados Unidos, Force tiene una superficie total de 0,97 mi² (2,5 km²), de la cual 0,97 mi² (2,5 km²) corresponden a tierra firme y 0 mi² (0 km²) es agua.